# Finkensteiner Moor
Finkensteiner Moor este o arie protejată (sit de importanță comunitară — SCI) din Austria întinsă pe o suprafață de 25,46 ha, integral pe uscat.

## Localizare
Centrul sitului Finkensteiner Moor este situat la coordonatele 46°34′04″N 13°53′04″E / 46.5677°N 13.8845°E.

## Înființare
Situl Finkensteiner Moor a fost declarat sit de importanță comunitară în mai 2017 pentru a proteja 3 specii de animale.

## Biodiversitate
Situată în ecoregiunea alpină, aria protejată nu include niciun habitat protejat.
La baza desemnării sitului se află mai multe specii protejate de  nevertebrate (3): Cordulegaster heros, Vertigo angustior, Vertigo geyeri.